# Zhang Weihong
Zhang Weihong (31 de janeiro de 1963) é uma ex-handebolista chinesa, medalhista olímpica.
Zhang Weihong fez parte do elenco da medalha de bronze inédita chinesa, em Los Angeles 1984.